# フェリクス2世 (対立教皇)
フェリクス2世（? - 365年11月22日）は、第36代ローマ教皇であるリベリウスの対立教皇である（在位：355年 - 365年11月22日）。

## 生涯
ミラノで助祭長・司教を務めていた。しかし355年にリベリウスがローマ皇帝のコンスタンティウス2世によって追放されると、コンスタンティウス2世によってその後釜として立てられたのがフェリクス2世である。
しかしローマ市民は皇帝に擁立されたこのフェリクス2世に不満であり、358年にリベリウスが復位するとローマより追放され、ローマ郊外に小さな教会を立てて対立教皇としてなおも君臨した。365年11月22日に死去。
355年から358年までの3年間はローマ皇帝の後ろ盾があったとはいえ、実質的な教皇であった。またリベリウスは人気が無い教皇（リベリウス以前の歴代ローマ教皇は列聖されているが、列聖されていない最初の教皇が、このリベリウスである）だったため、死後にフェリクス2世こそが正統であると見なす意見まで噴出したという。